# Jakob Naumowitsch Drobnis

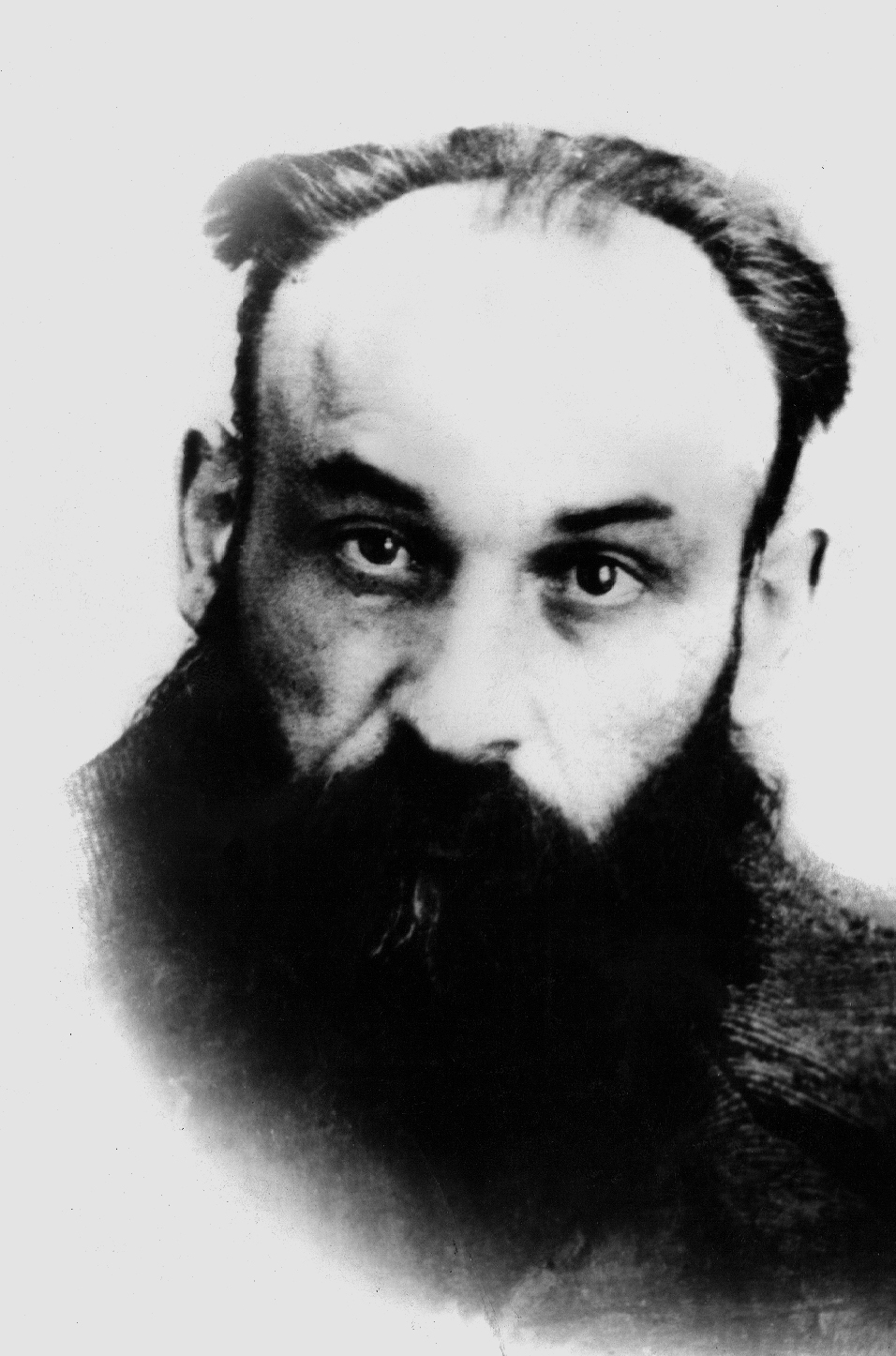
Jakow Drobnis

Jakob Naumowitsch Drobnis (russisch Яков Наумович Дробнис; * 6. März 1890 in Hluchiw, heute Oblast Sumy, Ukraine; † 1. Februar 1937) war ein sowjetischer Politiker und führendes Mitglied der Linken Opposition in der Sowjetunion.

## Leben
Der Sohn eines ukrainischen Schuhmachers wurde 1904 zum Revolutionär und schloss sich 1907 den Bolschewiki an. Nach der Oktoberrevolution 1917 kämpfte er im Bürgerkrieg in der Ukraine und überlebte schwer verwundet einen Exekutionsversuch der Weißen. Später wurde er Stellvertretender Vorsitzender des Kleinen Rats der Volkskommissare, des geschäftsführenden Regierungsausschusses der Sowjetunion. 1927 wurde Drobnis als Linksoppositioneller aus der KPdSU ausgeschlossen und verbannt, er kapitulierte 1929.
Im zweiten Moskauer Schauprozess wurde Drobnis zum Tode verurteilt und anschließend erschossen. Sein Sohn Nikolai (* 1918), ein Student am Luftfahrtinstitut in Moskau, wurde am 13. Juli 1937 verurteilt und ebenfalls hingerichtet.